# 110289 Dufu
110289 Dufu è un asteroide della fascia principale. Scoperto nel 2001, presenta un'orbita caratterizzata da un semiasse maggiore pari a 3,1929157 UA e da un'eccentricità di 0,1424186, inclinata di 15,34941° rispetto all'eclittica.